# Xanthe (Lycie)
Pour les articles homonymes, voir Xanthe.

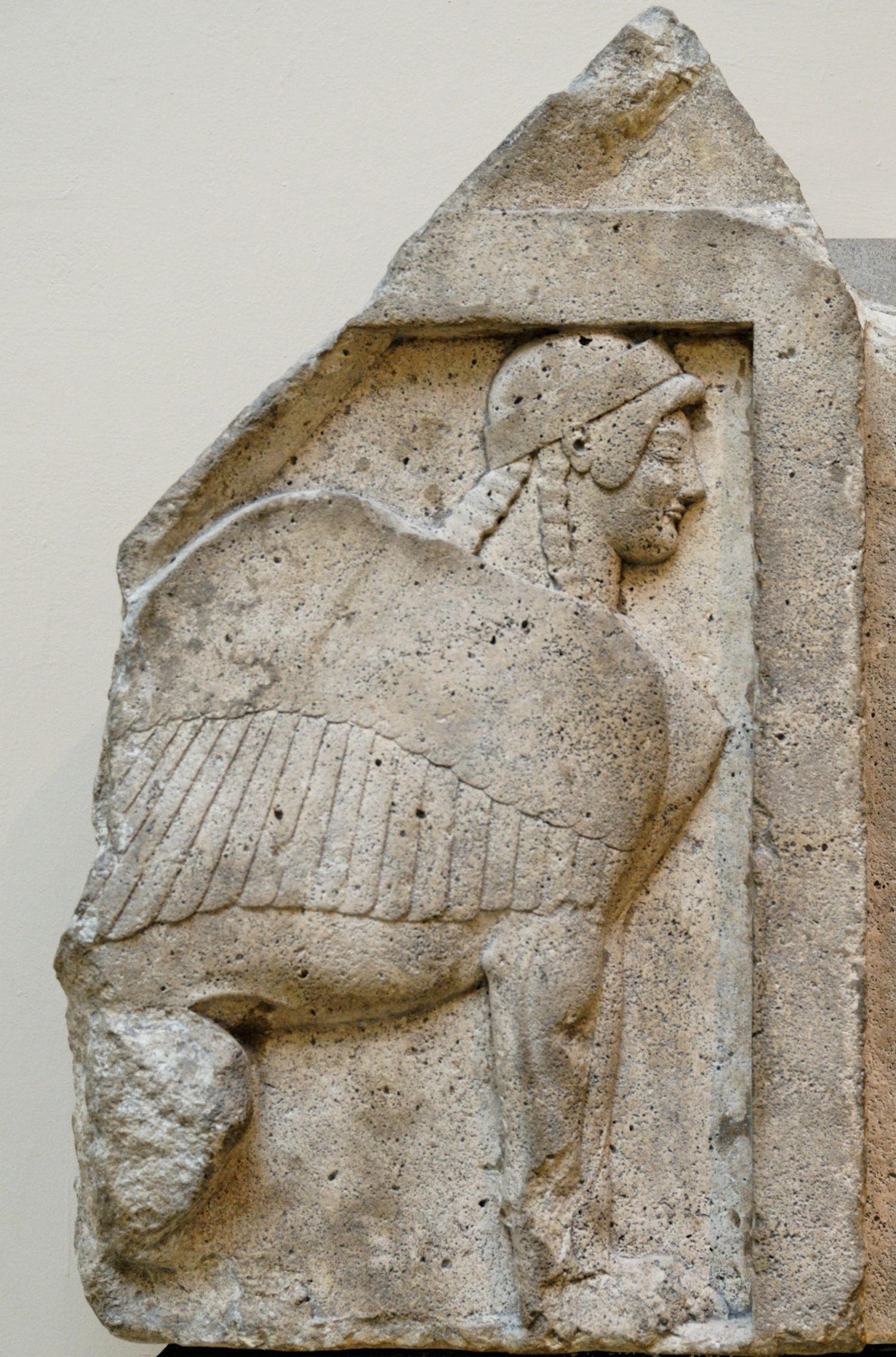
Sphinx gardien, relief provenant du Bâtiment H de l'Acropole de Xanthe, British Museum.

Xanthe ou Xanthos (en grec ancien Ξάνθος / Xánthos, en lycien Arñna) est une ancienne cité-État grecque de Lycie qui domine le fleuve du même nom (aujourd'hui Eşen Çayı). Elle est célèbre pour ses monuments funéraires et son pilier inscrit bilingue grec-lycien. Le site archéologique figure depuis 1988 sur la liste du patrimoine mondial de l'UNESCO. Un certain nombre de ses monuments et de ses sculptures se trouvent également au British Museum, à Londres où ils ont été ramenés par Charles Fellows.

## Histoire
Xanthe est l'une des principales cités-États de Lycie. Elle fut fondée par des colons grecs au VIIIe siècle av. J.-C. Vers 540 av. J.-C., la ville est assiégée et prise par le Mède Harpage. Hérodote raconte que les Xanthiens, défaits sur la plaine, rassemblent dans leur Acropole leurs femmes, leurs enfants et leurs esclaves, et y mettent le feu ; les hommes jurent quant à eux de se battre jusqu'à la mort et sont massacrés par les Perses, supérieurs en nombre. Seules survivent 80 familles, qui étaient absentes de la cité à ce moment-là. Elles restaurent la ville, qui est repeuplée par une immigration mixte, lycienne et perse.
Par la suite, Xanthe n'est pas gouvernée par un satrape, mais par une dynastie locale dont le premier membre connu est Kybernis, qui frappe vers 520 av. J.-C. des monnaies portant l'inscription ΚΥΒ en caractères grecs. Il est à la tête du contingent lycien lors de l'invasion de la Grèce par Xerxès en 480-479 av. J.-C. Lors de la contre-offensive grecque, un feu ravage l'acropole de Xanthe, probablement lors de la campagne de l'athénien Cimon. Le successeur de Kybernis, Kuprlli, frappe les premières pièces inscrites en lycien. Son petit-fils Kheriga monte ensuite sur le trône ; membre contraint de la ligue de Délos, il mène une politique pro-Perse et finit par s'opposer ouvertement à Athènes. Il a pour successeur son frère Kherẽi, puis son fils, Erbinna.
À la mort d'Erbinna, vers 370 av. J.-C., Périclès de Limyra monte sur le trône ; il est le dernier des dynastes de Xanthe à frapper des monnaies à inscription lycienne. Il se révolte contre la domination perse en chassant Arttum̃para, gouverneur de la Lycie occidentale, et prend probablement part à la Révolte des Satrapes. L'intervention de Mausole, dynaste de Carie, met fin à la sédition. Autopradatès, satrape de Lycie, nomme Payava gouverneur de la cité.
Xanthe demeure sous domination perse jusqu'à la conquête de l'Asie mineure par Alexandre le Grand. La Lycie devient alors complètement hellénisée. La cité est ensuite détruite par Brutus pendant la guerre civile romaine : assiégés, les Xanthiens choisissent de nouveau le suicide collectif plutôt que la reddition.

## Archéologie

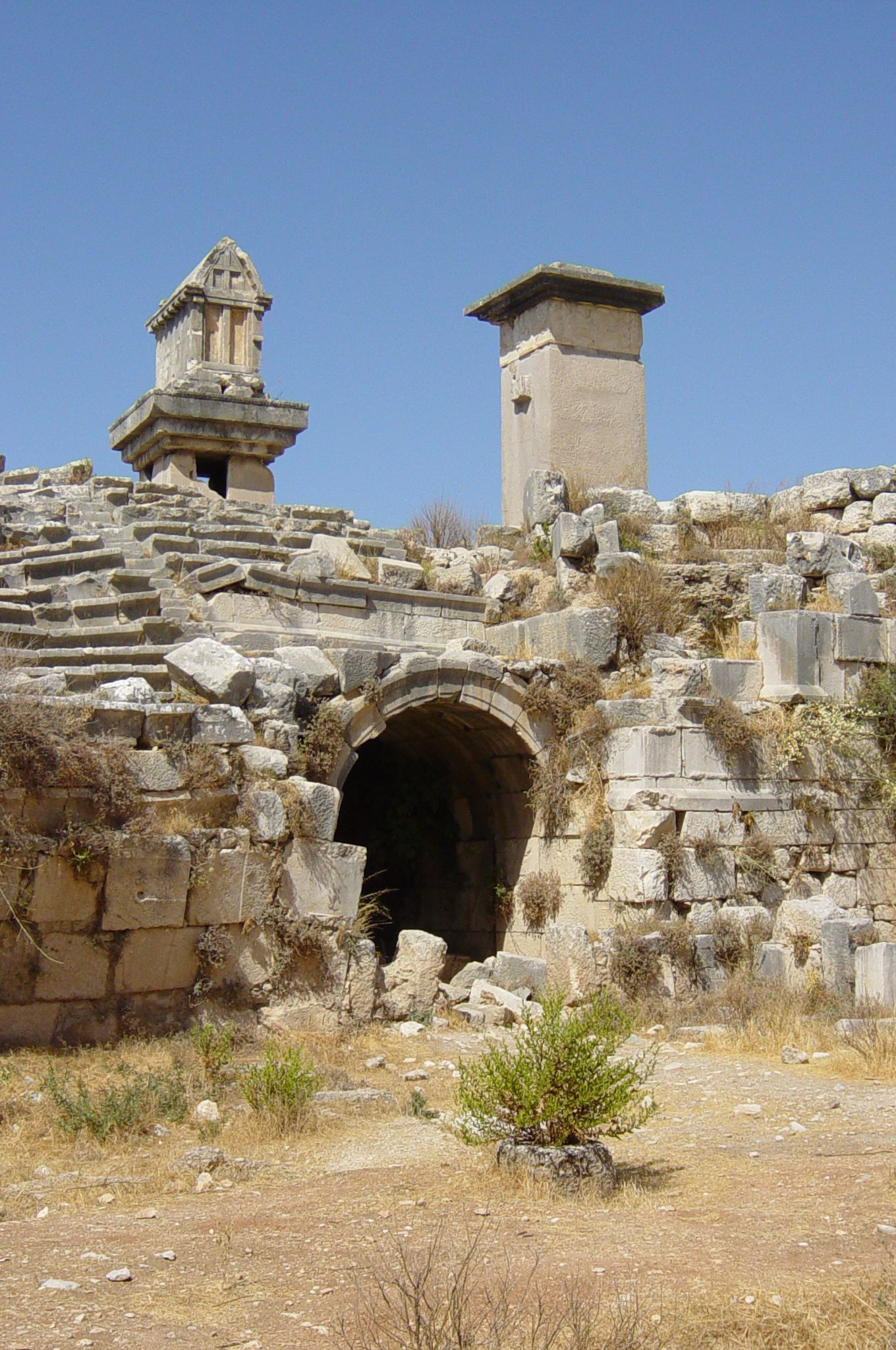
Entrée du théâtre romain et tombes-piliers lyciennes

Les fouilles de Xanthos ont été conduites par l'archéologue Henri Metzger. Parmi les principaux monuments de la ville, on peut citer :
- la tombe du Lion, l'un des plus anciens monuments lyciens ;
- la tombe dite « des Harpies », en réalité le mausolée de Kybernis ;
- la Pilier inscrit de Xanthe (en) (trilingue, en lycien, grec et milyen), à bien distinguer de la stèle trilingue du Létôon de Xanthe (en) (en lycien, grec et araméen) ;
- la tombe de Payava (en) ;
- le monument des Néréides.

La ville de Xanthe apparaît déjà habitée au VIIIe siècle av. J.-C. La zone occupée est ce que les érudits ont appelé l'acropole lycienne, une élévation située dans la partie sud-ouest de la ville. C'est à cette époque qu'est né un palais, apparenté aux édifices néo-hittites du même type connus dans le nord de la Syrie.
La céramique présente, à côté des pièces de fabrication locale, une quantité remarquable de pièces importées, notamment de Rhodes. À côté du palais, ou peut-être dans une aile de celui-ci, il devait y avoir un lieu de culte, hypothèse renforcée par la découverte d'objets anciens dans un gisement appartenant à une époque plus récente.
Cette première occupation du lieu fut brutalement interrompue au moment même où Xanthe faisait son entrée officielle dans l'histoire, c'est-à-dire lorsque les événements survenus dans la ville furent enregistrés pour la première fois dans une source écrite.
Au VIe siècle av. J.-C., l'acropole a été entourée d'une fortification et un nouveau palais a été construit au même endroit que le précédent. À côté de lui, le lieu de culte a également été rénové par la construction d'un temple à trois cellae, dont la disposition suggère qu'il était dédié à Léto et à ses enfants, Artémis et Apollon.
Le niveau d'occupation correspondant à cette phase s'est avéré particulièrement riche en poteries grecques importées, notamment d'Attique, dont Xanthe est le gisement le plus important de toute l'Asie, tant quantitativement que qualitativement.
La zone au nord de l'acropole a été utilisée comme lieu de sépulture, et vers 540 av. JC. apparaît le premier des monuments funéraires qui ont rendu la ville célèbre dans l'histoire des grandes découvertes de l'archéologie. C'est un grand pilier qui supporte un tombeau qui, en raison de sa décoration, est appelé « tombe du Lion ». Destiné à un inconnu, mais sans doute lié à la maison royale de Xanthe, ce pilier monolithe présente dans sa partie supérieure un décor qui constitue la fermeture de la chambre funéraire. Les dalles sont sculptées avec la figure d'un lion qui renverse un taureau, une lionne avec ses petits et une scène de combat entre un homme et un lion.

### Le Pilier inscrit

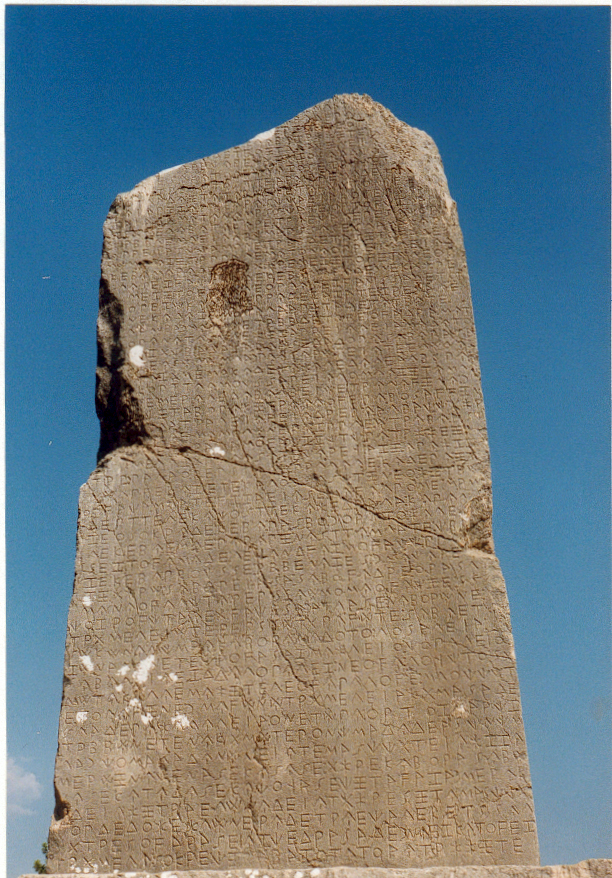
Le Pilier inscrit, qui présente la plus grande inscription connue en langue lycienne, relatant la victoire sur les Athéniens.

Entre 430 et 410 av. J.-C. a été érigé au nord de l'acropole le Pilier inscrit, dont l'importance n'est pas seulement de caractère historico-artistique, mais aussi épigraphique.
Sur la stèle figure une très longue inscription lycienne, pas encore clairement déchiffrée, à laquelle ont été ajoutés douze vers grecs qui rappelaient les victoires d'un roi de Xanthe, probablement Khaei, connu pour les monnaies frappées à la même époque. Les victoires mentionnées dans l'inscription ont été obtenues dans la guerre du Péloponnèse, dans laquelle Xanthe était l’alliée d'Athènes.
La scène de guerre présente le monarque parcourant le champ de bataille et tuant ses ennemis. Au-dessus de la scène, les boucliers arrachés aux vaincus composent une longue frise. Au sommet de la colonne, le roi était assis sur un trône avec des lions à ses côtés. Ils sont reproduits dans les coins des corps saillants de la colonne, soutenus selon un modèle de dérivation persane caractérisé par un taureau agenouillé.

### Monument des Néréides

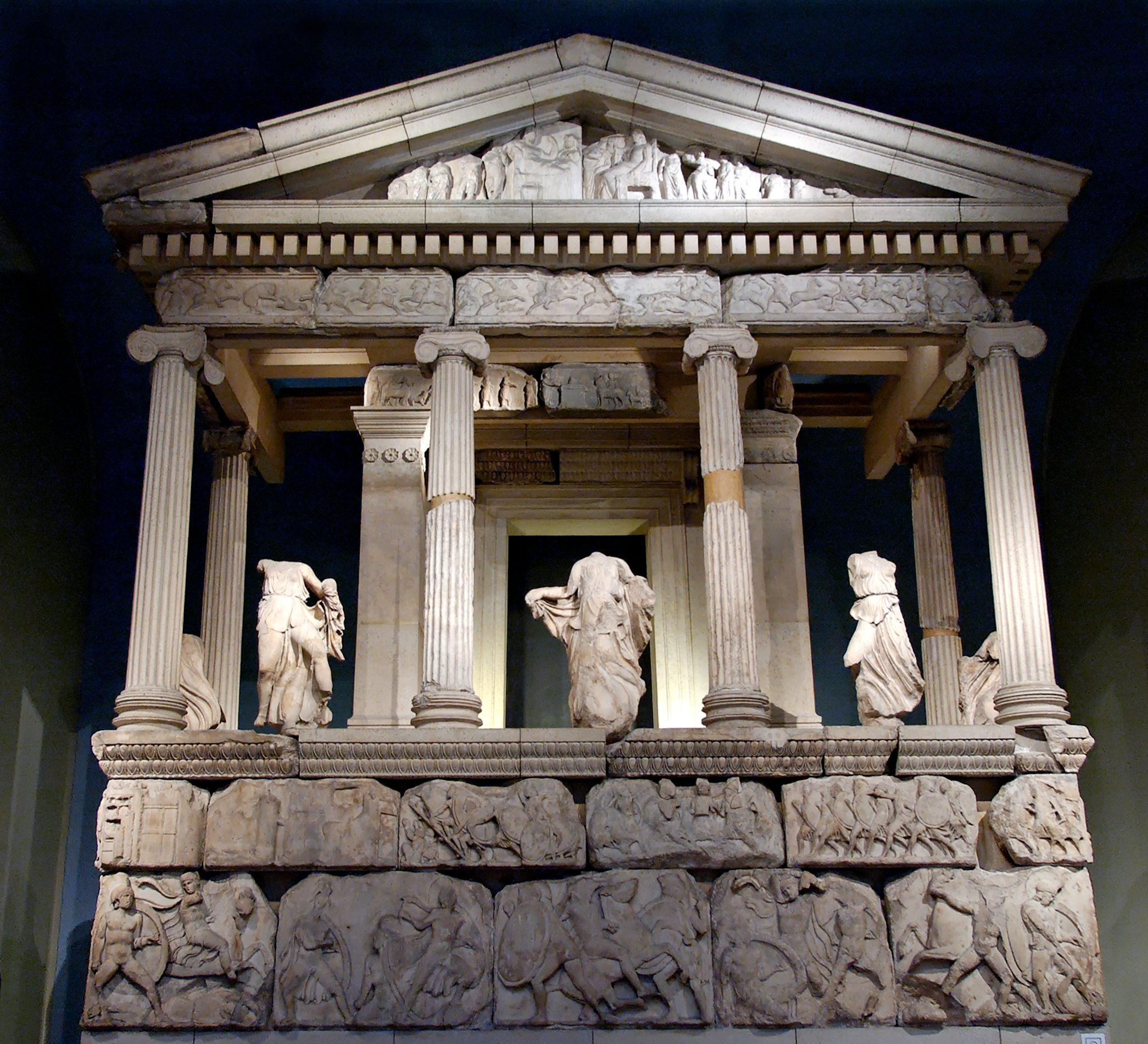
Le monument des Néréides, reconstitué au British Museum.

Dans la partie sud-ouest de la ville a été érigé, entre 410 et 400 av. J.-C., le plus célèbre des monuments de Xanthe, le monument des Néréides. Les fouilles et les études de la mission archéologique française ont permis de reconstituer l'architecture de ce tombeau ayant appartenu à un prince lycien inconnu et construit par des artistes de l'Ionie grecque.
La situation du monument des Néréides par rapport à la topographie générale de la ville indique l'étendue que Xanthos avait atteinte au Ve siècle av. J.-C.

### Tombe des Harpies

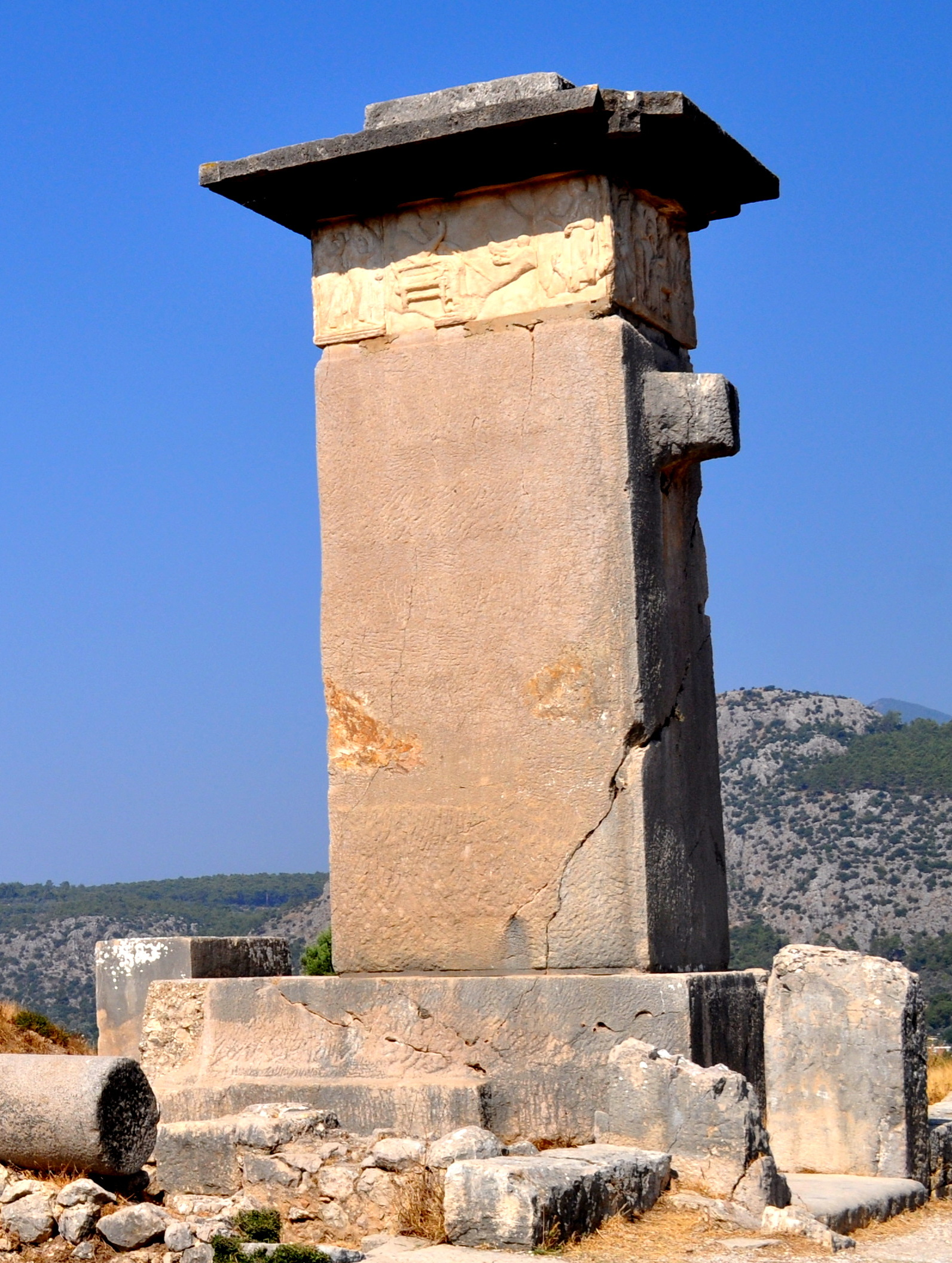
Monument des Harpies.

Parmi les tombes en pilier de la période archaïque se distingue le grand et complexe monument des Harpies.
Le nom moderne fait référence à quatre figures sculptées, initialement identifiées comme des Harpies, mais reconnues plus tard comme des Sirènes.

### Tombe de Payava

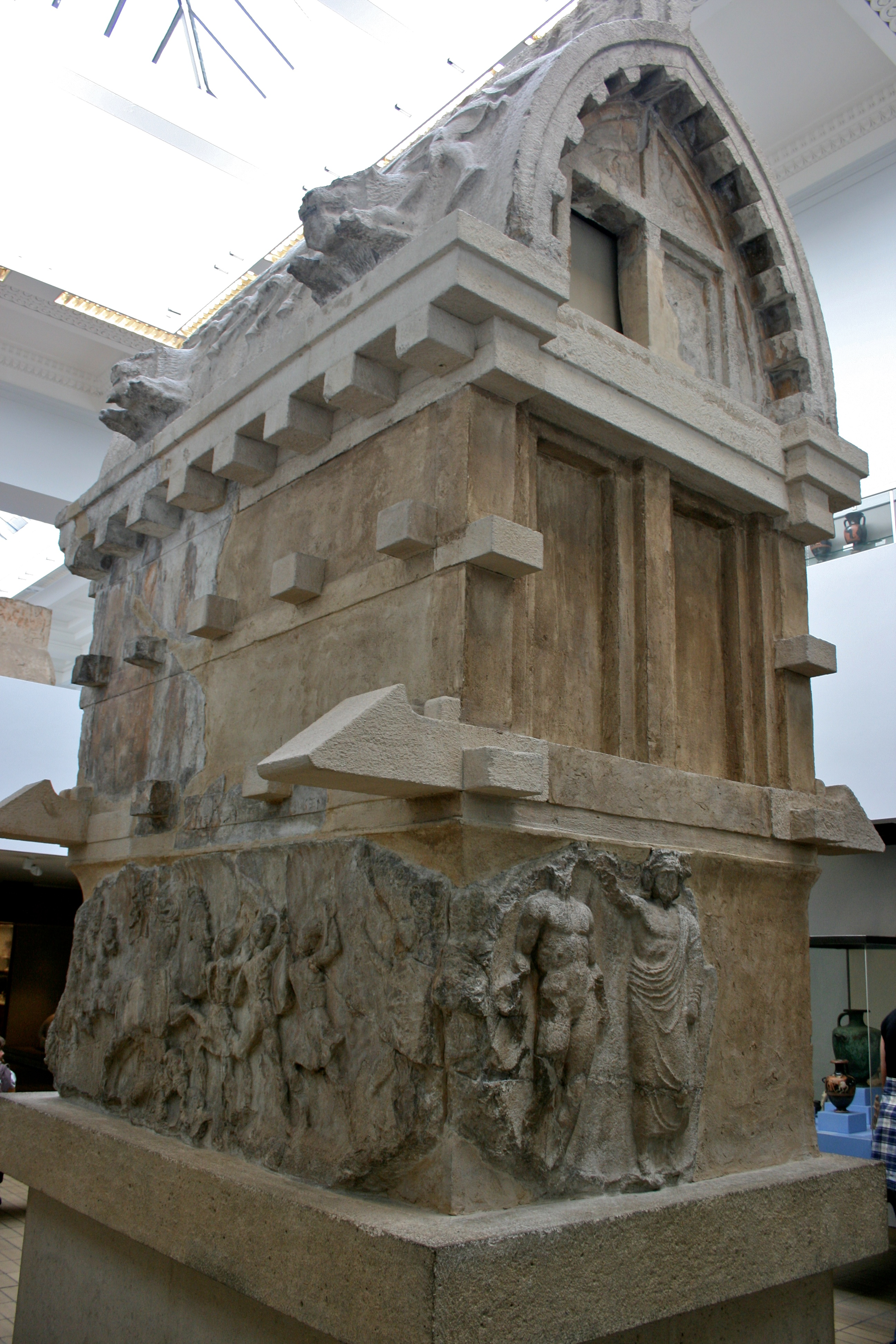
, reconstituée au British Museum.

Au début du IVe siècle av. J.-C., la zone sépulcrale s'étendait vers le nord, où étaient alignées les façades des tombes rupestres, certaines en forme de temples.
Certains tombeaux en forme de sarcophages, fabriqués dans des ateliers locaux, appartiennent à cette période qui a adopté des formes stylistiques grecques, comme la tombe de Payava (en).